# Silvestre Pinheiro Ferreira
Silvestre Pinheiro Ferreira (Lisbona, 31 dicembre 1769 – Lisbona, 1º luglio 1846) è stato un filosofo e politico portoghese.

## Biografia
Nato nella capitale portoghese nel 1769, Silvestre Pinheiro Ferreira fu inizialmente indirizzato alla carriera ecclesiastica, ma abbandonò questo percorso nel 1791.
Insegnò Filosofia presso l'Università di Coimbra a partire dal 1794.
Accompagnò in Brasile il re Giovanni VI del Portogallo e la famiglia reale portoghese, che nel paese sudamericano si rifugiarono durante le Guerre Napoleoniche. In Brasile, tra il 1810 e il 1821, Silvestre Pinheiro Ferreira sviluppò una parte significativa della sua opera filosofica.
Nel 1813 pubblicò Preleções Filosóficas (Lezioni Filosofiche), opera contenente la traduzione e il commento delleCategorie di Aristotele.
All'inizio degli Anni 1820, ricopre posizioni politiche importanti, quali quelle di ministro dell'Interno, ministro della Guerra e ministro degli Esteri.
Collabora con diversi giornali e riviste portoghesi tra gli anni 1830 e gli anni 1850.
Dal punto di vista filosofico, si occupò soprattutto di Filosofia del Linguaggio, Filosofia del Diritto e Teodicea. Oltre all'importanza di Aristotele, altri riferimenti critici del suo pensiero sono il sensismo di Locke e quello di Condillac.
Muore a Lisbona, nel quartiere di Lumiar, nel 1846.

## Opere principali
- Considerações sobre a gramática filosófica (1808)
- Prelecções Philosophicas sobre a theorica do discurso e da linguagem, a estética, a diceosyna e a cosmologia (1813)
- Essai sur la Psycologie comprenant la théorie du raisonnement et du langage, l'ontologie, lésthétique et la dicéosyne (1826)
- Manual do cidadão em um governo representativo ou princípios de direito constitucional, administrativo e das gentes (1834)
- Noções Elementares de Philosophia Geral e Aplicada às Sciências Morais e Políticas (1839)
- Teodiceia ou Tratado Elementar da Religião Natural e da Religião Revelada (1845)